# عباس‌آباد (آستارا)
عباس‌آباد، روستایی از توابع بخش مرکزی شهرستان آستارا در استان گیلان ایران است. این روستا با جمعیت ۱۶۵۷ نفر یکی از پر جمعیت ترین روستاهای شهرستان آستارا به شمار می‌رود.

## تاریخ
بنای این شهرک در زمان میر عباس بیگ فرزند میر حسن خان تالش نهاده شد. او نام این آبادی را به افتخار میر عباس خان جد بزرگ خود عباس‌آباد گذاشت و عده‌ای از افراد خود را از نواحی تالش روس و اراضی لنکران به این ناحیه آورده و ساکن کرد.

## جمعیت
این روستا در دهستان ویرمونی قرار دارد و بر اساس آمار رسمی سرشماری عمومی نفوس و مسکن (۱۳۹۵)، جمعیت آن ۱۶۵۷ نفر (۵۰۸ خانوار) بوده‌است.